# Bullshitting
Bullshitting ist ein Begriff aus der Medienpolitik, der Aktivitäten beschreibt, welche dazu dienen, die Öffentlichkeit mit einer überbordenden Menge an Halbwahrheiten, Verschwörungstheorien, zurückgenommenen und nach Bedarf relativierten – angeblich nicht so ernst gemeinten – Behauptungen zu überschwemmen und maximal zu verwirren, so dass Wahrheit und Lüge nicht mehr unterschieden werden können.
Die Verbreiter von Bullshit – von Harry G. Frankfurt Bullshitter genannt – sind „schlimmer als Lügner“. Denn den Bullshittern ist gleichgültig, ob etwas wahr oder falsch ist. Wichtig ist die „Reichweite und Ausbreitungsgeschwindigkeit“ dieser Nicht-Information. „Das Hauptinteresse des bullshitters besteht nicht darin, dass selbstkonsistente Parallelwelten von Falscherzählungen für sich ‚Wahrheit‘ im Sinne einer Faktizität reklamieren, sondern dass sie die Frage »Was ist wahr und was ist falsch?« als unentscheidbar oder im fortgeschrittenen Stadium gar als irrelevant etablieren.“ Ziel ist, dass Wahrheit nicht mehr von Unwahrheit und Lüge unterschieden werden kann und dass im Ergebnis Verunsicherung und Destabilisierung erreicht werden. Beispiel für die Infragestellung von Fakten war zum Beispiel die Reaktion von Kellyanne Conway auf die Kritik an der falschen Behauptung, bei keiner Amtseinführung eines neuen Präsidenten vor Donald Trump sei ein größeres Publikum anwesend gewesen, dass es sich bei dieser Angabe eben um Alternative Fakten handeln würde.

## Bullshitting versus Propaganda
In der Vergangenheit hatte Propaganda von politischen Akteuren das Ziel, Bürgerinnen und Bürger von der eigenen Meinung zu überzeugen, wobei nicht vor Lügen zurückgeschreckt wurde, wenn diese die eigene Meinung stützten. Schon Hannah Arendt nannte die „systematische Lüge des Naziregimes“ besonders zerstörerisch, weil sie die Wahrnehmung des Unterschieds zwischen Wahrheit und Unwahrheit sowie zwischen Recht und Unrecht unterband. „Damit wurden die Grundlagen des politischen Gemeinwesens selbst zerstört, nämlich die Urteils- und Handlungsfähigkeit.“
Neue Formen der Desinformation haben dagegen mehr das Ziel zu verwirren statt zu überzeugen. Steve Bannon, der rechtspopulistische ehemalige Berater von Donald Trump, äußerte deshalb – in Bezug auf die US-amerikanische Politik: „The Democrats don’t matter. The real opposition is the media. And the way to deal with them is to flood the zone with shit“ („Die Demokraten spielen keine Rolle. Die echte Opposition sind die Medien. Um mit ihnen fertig zu werden, muss man das Gelände mit Scheiße überfluten.“) Öffentlich-rechtliche Medien mit ihrem hohen Anspruch an Authentizität und Faktentreue sind deshalb vermehrten Angriffen von Populisten ausgesetzt, weil sie den Bemühungen der Bullshitter zuwiderlaufen.

## Soziale Medien und Bots
Soziale Medien sind dabei nützliche Instrumente, da sie niedrige Eintrittsschwellen haben und nur ein geringes oder kein soziales Gefälle zwischen Sendern und Rezipienten besteht und außerdem die Akteure einfach und rasch ihre Rollen wechseln können. Der entscheidende Unterschied zwischen den konventionellen klassischen Medien und Sozialen Medien besteht jedoch darin, dass die klassischen Medien als Vierte Gewalt eine wichtige Rolle bei der Kontrolle der drei Staatsgewalten ausüben und deshalb selbst höheren Qualitätsansprüchen genügen müssen. Im Unterschied dazu sind Soziale Medien nicht strenger presserechtlicher Verantwortung unterworfen oder von demokratisch legitimierten Institutionen abhängig, sondern von wirtschaftlichen Akteuren und deren Einflüssen. Die Anbieter Sozialer Medien üben zum Teil bewusst keine Kontrolle auf Faktentreue der dort verbreiteten (Nicht-)Informationen aus, sie sind im Gegenteil an Zuspitzung interessiert, da diese die Anzahl an Klicks erhöht und der parallel angezeigten Werbung zu mehr Aufmerksamkeit verhilft. Diese Offenheit gegenüber Manipulation jeglicher Art wie zum Beispiel auch durch Vortäuschung von Mehrheitsmeinung durch gezielten Einsatz von Bots macht soziale Medien deshalb zu prädestinierten Instrumenten von Populisten.
Letzteren kommt die Destabilisierung durch wachsende Polarisierung der Gesellschaft gelegen und Bullshitting ist ein Mittel, um diese Entwicklung voranzutreiben.
Soziale Medien sind Verstärkermedium von Bullshitting.

## Bullshitting durch KI
Große Sprachmodelle (LLMs) wie ChatGPT sind aufgrund ihrer Funktionsweise klassische Bullshitter. Sie verstehen die Inhalte und Bedeutung der Texte nicht, die sie verarbeiten, sondern gewinnen ihre Ergebnisse aufgrund statistischer Zusammenhänge wie beim Wörter-Würfeln. Damit können sie nicht zwischen wahr und falsch unterscheiden. Ihr Output ist von fortgesetzten Ungenauigkeiten durchzogen, die oft irreführenderweise als Halluzinieren der KI bezeichnet werden. Diese Bezeichnung erweckt den Anschein, die Maschinen würden etwas falsch wahrnehmen, aber dennoch versuchen, etwas zu vermitteln, was sie glauben oder wahrgenommen haben („trying to convey something that they believe or have perceived“). Diese Ungenauigkeit bzw. fehlende Korrektheit ist jedoch nicht auf Fehlwahrnehmung oder Halluzination zurückzuführen, sondern darauf, dass sie überhaupt nicht versuchen, Information zu vermitteln, sondern das Ziel verfolgen, gegenüber den Fragenden als Person zu erscheinen.